# Fachschule (Deutschland)
Fachschulen oder Fachakademien sind in Deutschland schulische Einrichtungen der beruflichen Aus- oder Weiterbildung, die Bildungsgänge mit starkem Praxisbezug anbieten.
Ziel der beruflichen Weiterbildung an Fachschulen ist, Fachkräfte mit in der Regel beruflicher Erfahrung zu befähigen, Führungsaufgaben in Betrieben, Unternehmen, Verwaltungen und Einrichtungen zu übernehmen und/oder selbständig verantwortungsvolle Tätigkeiten auszuführen. Die Bundeswehr betreibt eigene Fachschulen.
Im Jahr 2017 betrug die bundesweite Anzahl der Absolventen an Fachschulen und Fachakademien 74.200 und somit 13,7 % aller beruflichen Schulen. Bundesweit sind im Schuljahr 2018/2019 9585 Fachschulen und -akademien registriert.

## Aufgaben der Fachschule
Fachschulen sind Einrichtungen der Aufstiegsfortbildung, die als postsekundäre Bildungseinrichtungen gelten. International werden sie dem tertiären Bildungsbereich zugerechnet, sofern der Bildungsgang mindestens 2400 Unterrichtsstunden hat. Sie setzen eine berufliche Erstausbildung und/oder Berufserfahrungen voraus und führen auf dieser Grundlage zu einem staatlichen Berufsabschluss nach Landes- oder Bundesrecht. Die Internationale Standardklassifikation für das Bildungswesen (ISCED) ordnet Fachschulen in den Level 5B ein. Im Rahmen der Harmonisierung der Bildungsgänge im Raum der Europäischen Union ist der Fachschulabschluss auf Niveau 6 gemäß DQR/EQR eingestuft worden.
Fachschulen qualifizieren zur Übernahme erweiterter beruflicher Verantwortung und Führungstätigkeit: Der Abschluss der Fachschule befähigt zur beruflichen Selbständigkeit und ist zum Beispiel anerkannt als Voraussetzung für die Eintragung in die Handwerksrolle. Mindestens zweijährige Fachschulbildungsgänge ermöglichen den zusätzlichen Erwerb einer bundesweit anerkannten Hochschulreife. An Fachschulen und Fachakademien gibt es auch grundständige Ausbildungen, die den Berufsausbildungen an Berufsfachschulen gleichgestellt sind.
Letztendlicher Bildungsmaßstab ist die beamtenbezogene Laufbahnzuordnung. Die vier Halbjahre dauernde Fachschule bildet wie der Meister den Zugang zum mittleren Dienst.
Eine Ausnahme bildet die Seeschifffahrt, hier sind die Fachschulabschlüsse (Nautiker/Schiffstechniker) patentbezogen und laut internem Übereinkommen STCW gleichwertig dem Hochschulabschluss Bachelor. 
Ein Ländernachvollzug erfolgte beim Hafennautiker in Hamburg und Bremen:

- Gehobener Dienst: Patent Kapitän

- Höherer Dienst: Vierjährige Tätigkeit, davon zwei Jahre als Kapitän.

## Geschichte
Fachschulen entstanden Ende des 19. Jahrhunderts. Schon in den Anfängen der Industriellen Revolution erwies sich der Mangel an qualifizierten Arbeitskräften als Entwicklungshemmnis. Aufgrund der stürmischen Entwicklung der Technik, des Ausbaus der Produktion, der Entstehung neuer Unternehmen mit ihren Verwaltungen wurde Personal gebraucht, das sich mit technischen Zeichnungen, Mathematik, Kanzleiwesen und Buchführung auskannte. Darum wurden am Ende des Jahrhunderts die ersten Einrichtungen für erstausgebildete Arbeitskräfte gegründet, denen eine weiterführende Ausbildung vermittelt werden sollte. Die ersten Einrichtungen, wie die 1880 errichtete Berliner Handwerkerschule, waren Abendschulen. Handwerker lernten hier nach ihrem Arbeitstag Mathematik, Technisches Zeichnen und Technologie. Erst später wurden auch Nachmittags- und Tageskurse angeboten. Die Einrichtungen waren oft Privatschulen, mit denen Ingenieure, Bauräte, Kaufleute usw. Geld verdienten. Daneben entwickelten sich Fachschulen als Gründungen von Unternehmen, Städten und der Länder. Von den Fachschulen mit der Aufnahmevoraussetzung einer Berufsausbildung wurden auch zu dieser Zeit schon Maschinenbauschulen, Baugewerbeschulen und Wirtschaftsschulen mit höheren schulischen Zugangsvoraussetzungen unterschieden. Das waren Vorläufer der späteren Ingenieurschulen und Höheren Fachschulen, die in der Bundesrepublik Deutschland 1971 meist zu Fachhochschulen umgewandelt wurden.

### Fachschulen in der Bundesrepublik
In der Bundesrepublik Deutschland wurde die Tradition der staatlichen Fachschulen ein- und zweijähriger Art fortgeführt. Die Kultusministerkonferenz beschäftigte sich seit den siebziger Jahren mit der Abstimmung einer gemeinsamen Ordnung. In diesem Zusammenhang ging es um Zuständigkeiten, weil die Fachschulen für Landwirtschaft in einigen Bundesländern den Landwirtschaftsministern unterstellt waren. Außerdem sollte eine enge Abstimmung mit den Fachverbänden der Wirtschaft über das Kuratorium der Deutschen Wirtschaft für Berufsbildung erfolgen, um die Akzeptanz der Abschlüsse auf dem Arbeitsmarkt zu sichern. Die erste Rahmenvereinbarung über die Ausbildung und Prüfung in Fachschulen mit zweijähriger Dauer wurde am 27. Oktober 1980 geschlossen. Vereinbarungen über einjährige Fachschulen erfolgten später.

### Fachschulen in der DDR
In der Deutschen Demokratischen Republik zählten Fachschulen zu den Bildungs- bzw. Ausbildungseinrichtungen, für welche man mindestens den Abschluss der polytechnischen Oberschule benötigte. Sie unterstanden dem Ministerium für Hoch- und Fachschulwesen der DDR. Zu den Fachschulen gehörten in der DDR beispielsweise Institute für Lehrerbildung, an welchen Unterstufenlehrer, Freundschaftspionierleiter und Heimerzieher ausgebildet wurden, Ingenieurschulen unterschiedlicher Fachrichtungen, Fachschulen für angewandte Kunst, Fachschulen für Musik sowie Medizinische Fachschulen, an denen Krankenschwestern, Sprechstundenschwestern, Kinderkrankenschwestern, Zahntechniker, Medizinisch-Technische Assistenten, Medizinisch-Technische Laboranten und Kinderkrippenerzieher ausgebildet wurden. Das Fachschulstudium dauerte drei Jahre, am Institut für Lehrerbildung vier Jahre. In den technischen Berufen erlangte man die Berufsbezeichnung Ingenieur. Ein großer Teil der in der DDR erworbenen Fachschulabschlüsse wurde nach der Wende in der BRD anerkannt und nach mindestens dreijähriger Praxistätigkeit im Beruf der Diplomabschluss (FH) zuerkannt.

## Rahmenvereinbarung über Fachschulen
Die Rahmenvereinbarung über Fachschulen, Beschluss der Kultusministerkonferenz vom 7. November 2002, sieht folgende übergreifende Regelungen vor.

### Fachbereiche
Fachschulen gibt es für die Fachbereiche Agrarwirtschaft, Gestaltung, Technik, Wirtschaft, Gesundheit und Sozialwesen. In Bayern erfolgt die Fachschulausbildung teilweise an Fachakademien.

### Aufnahmevoraussetzungen
In die Fachbereiche Agrarwirtschaft, Gestaltung, Technik und Wirtschaft wird aufgenommen, wer eine einschlägige Berufsausbildung und eine entsprechende Berufstätigkeit von mindestens einem bzw. zwei Jahr(en) nachweisen kann. Die Berufstätigkeit kann auch in Form eines gelenkten Praktikums während der Ausbildung bei entsprechender Verlängerung des Bildungsgangs abgeleistet werden. Alternativ kann aufgenommen werden, wer die Berufsschule abgeschlossen hat und eine einschlägige Berufstätigkeit von mindestens fünf Jahren aufweist. Für die Fachrichtung Hauswirtschaft ist ein mittlerer Schulabschluss erforderlich und eine einschlägige dreijährige Berufsausbildung, die durch eine Berufsfachschule und zusätzliche berufliche Tätigkeit bzw. Praktika ersetzt werden kann.
Im Fachbereich Sozialwesen (Fachschule für Sozialpädagogik) wird mindestens der mittlere Schulabschluss und eine durch Praktika erworbene Arbeitserfahrung oder eine abgeschlossene einschlägige Berufsausbildung (z. B. mit einem Abschluss als Kinderpfleger oder Sozialassistent) oder eine nach Bestimmung der Bundesländer als gleichwertig anerkannte Qualifizierung.
In einigen Bundesländern, zum Beispiel in Rheinland-Pfalz, benötigt man, wenn kein einschlägiger Berufsabschluss vorliegt, die Fachhochschulreife.
Die Aufnahme in die Fachschule für Heilpädagogik dagegen setzt den Abschluss der Berufsfachschule für Sozialpädagogik bzw. Heilerziehungspflege oder eine gleichwertige Qualifikation voraus und erfordert zusätzlich eine mindestens einjährige praktische Tätigkeit.
Die Aufnahme in die Fachschule für Holzbildhauer setzt den Hauptschulabschluss und 10 künstlerische Werke voraus, deren Beurteilung entscheidet über die Zulassung zur Aufnahmeprüfung.

### Ausbildung
Die Ausbildung erfolgt in einjährigen, eineinhalbjährigen und zweijährigen Bildungsgängen, an die sich im Fachbereich Sozialwesen noch ein Berufspraktikum anschließen kann. Voll- oder Teilzeitform sind möglich. Es gibt einen Pflicht- und Wahlbereich. Der Pflichtbereich umfasst den fachrichtungsbezogenen und den fachrichtungsübergreifenden Bereich, im Fachbereich Sozialwesen auch Praktika. Bestandteil der Rahmenvereinbarung sind auch Vorgaben für Stundentafeln und Ausbildungsanforderungen.

### Prüfung
In der staatlichen Prüfung soll die in der Ausbildung erworbene Gesamtqualifikation festgestellt werden. Sie besteht aus einer schriftlichen, praktischen und ggf. einer mündlichen Prüfung.

### Erwerb zusätzlicher Schulabschlüsse
Die Bundesländer können mit Versetzung in das zweite Jahr eines Vollzeitbildungsganges einen Mittleren Schulabschluss erteilen, wenn die Ausbildung nach entsprechenden Standards erfolgt ist. Der Erwerb der Fachhochschul- oder Hochschulreife ist an inhaltliche und zeitliche Standards gebunden. In drei Lernbereichen – sprachlicher, mathematisch-naturwissenschaftlich-technischer und gesellschaftswissenschaftlicher Bereich – müssen zusätzliche Leistungen erbracht werden. Des Weiteren können die Bundesländer, insbesondere die schulischen Einrichtungen, darüber entscheiden, ob eine Ausbildereignungsprüfung gestattet und vollzogen werden kann.

### Berufsbezeichnung
Die durch staatliche Fachschulprüfung erworbene staatliche Abschlussbezeichnung ist in den Fachbereichen unterschiedlich. Bei Gestaltern, Technikern oder Betriebswirten werden die Angaben Staatlich geprüft und die entsprechende Fachrichtung als Berufsbezeichnung geführt. Der Abschluss zum Staatlich geprüften Betriebswirt unterscheidet sich somit vom Geprüften Betriebswirt der Industrie- und Handelskammer und dem Geprüften Betriebswirt nach der Handwerksordnung der Handwerkskammer. Im technischen Bereich gibt es allein 89 Fachrichtungen. Im Fachbereich Sozialwesen lautet dagegen die Bezeichnung Staatlich anerkannter Erzieher bzw. Staatlich anerkannter Heilpädagoge. Die Bezeichnungen Staatlich geprüft oder Staatlich anerkannt werden allerdings auch von Berufsfachschulen vergeben. Zusätzlich ist der Bachelor Professional auf die Zeugnisse aufgedruckt, z. B. Bachelor Professional in Technik

### Besonderheiten der Bundesländer
Die Rahmenvereinbarung über Fachschulen, Beschluss der Kultusministerkonferenz vom 7. November 2002 setzt Rahmenbedingungen. Die Ausgestaltung ist Ländersache. Bei den Aufnahmevoraussetzungen können z. B. Länderregelungen über die „Einschlägigkeit“ von vorausgehenden Berufsausbildungen oder über die „Dauer und Art“ vorausgehender Praktika differieren. Auch Lehrpläne und Prüfungen unterscheiden sich.